# Bentyra striata
Bentyra striata är en stekelart som beskrevs av Cameron 1905. Bentyra striata ingår i släktet Bentyra och familjen brokparasitsteklar. Inga underarter finns listade.